# کونگاهاولا
کونگاهاولا (به لاتین: Kongahawela) یک منطقهٔ مسکونی در سری‌لانکا است که در استان مرکزی (سری‌لانکا) واقع شده‌است.